# Вильгартсвизен

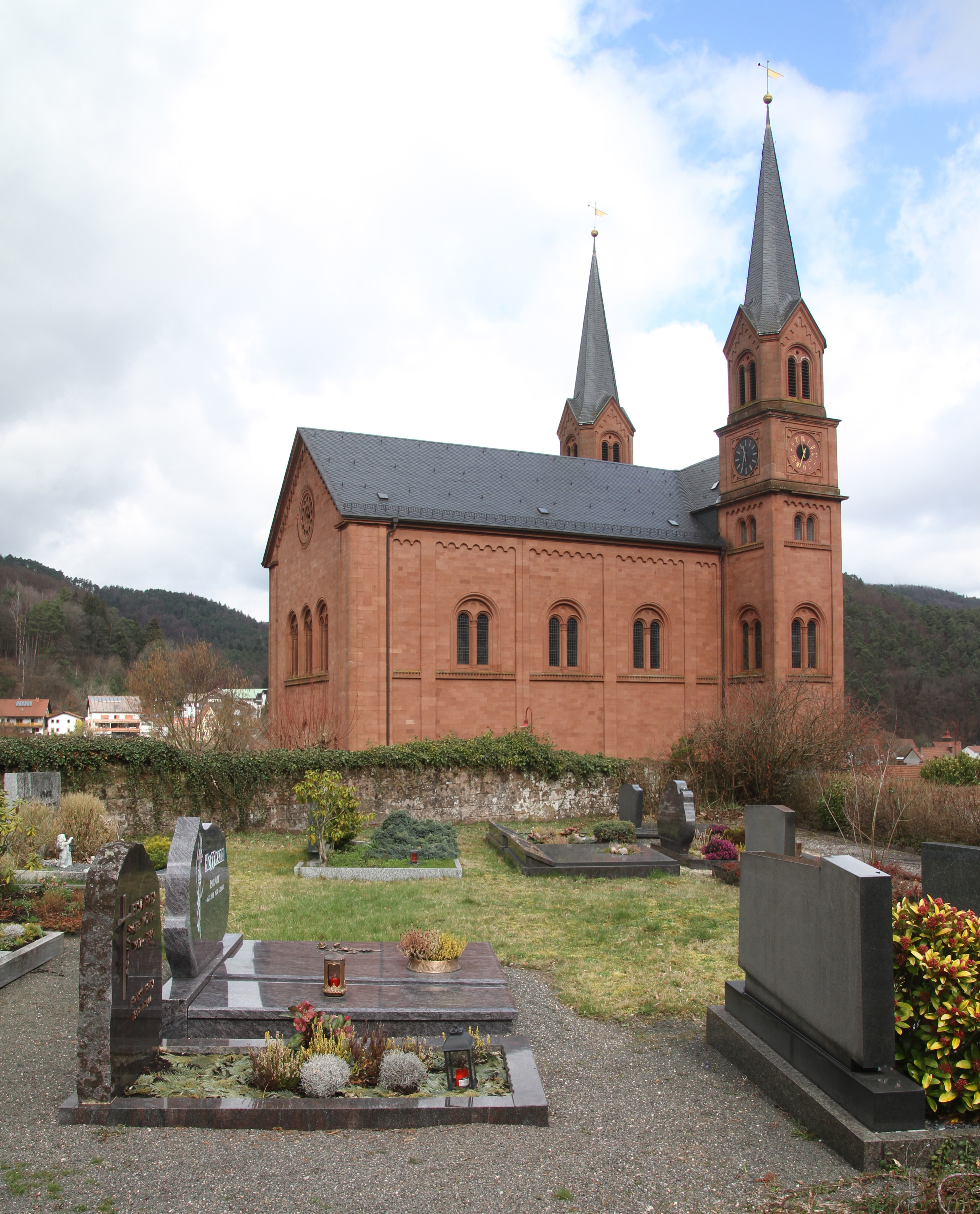

Вильгартсвизен (нем. Wilgartswiesen) — коммуна в Германии, в земле Рейнланд-Пфальц.
Входит в состав района Юго-западный Пфальц. Подчиняется управлению Хауэнштайн. Население составляет 1072 человека (на 31 декабря 2010 года). Занимает площадь 58,34 км².